# Ton Lebbink
Ton Lebbink (Amsterdam, 11 oktober 1943 – aldaar, 14 oktober 2017) was een Nederlands dichter en drummer.

## Leven en werk
Lebbink groeide op in Amsterdam-Noord. Hij haalde een ULO-diploma en was vervolgens werkzaam als bankbediende, telegrafist (dienstplichtig), schilderijenhandelaar en fitness-instructeur.
Hij werd portier van de Melkweg en vervolgens van Paradiso, waar hij als drummer meespeelde op jamsessies. Intussen repeteerde hij met Lulu Zulu & the White Guys in de door onder andere Diana Ozon en Hugo Kaagman opgerichte punkclub Dirty Dutch Trix 666 (DDT666) in een kelder in de Sarphatistraat. In dezelfde kelder repeteerde de newwaveband Mecano die Lebbink inlijfde als drummer.
In 1980 eindigde Lebbink bij een talentenjacht in Paradiso op de tweede plaats, waarna hij voor het One World Poetry festival werd uitgenodigd. Hij begon solo op te treden als popdichter, met een backingtape, stroboscoop en rookmachine. 
Met Cor en Teo Bolten en Pieter Kooyman van Mecano zette hij het album Luchtkastelen (1981) in elkaar dat goed werd ontvangen. Maar de single Voetbalknieën haalde net niet de hitparade. Het een jaar later verschenen Hongerwinter met Thé Lau (The Scene) was minder succesvol.
Lebbink toerde nog een jaar door Nederland en begon vervolgens een sportschool. Later werd hij volgens eigen zeggen miljonair door te investeren in 'iets met applicaties voor telefoons'.
Hij bleef gedichten schrijven, die hij verspreidde via een e-maillijst. In 2010 werden zijn gedichten gebundeld.
Lebbink overleed enkele dagen na zijn 74e verjaardag in het VU medisch centrum aan prostaatkanker. Hij werd begraven op begraafplaats Vredenhof.

## Discografie

### Albums
- Luchtkastelen (1981), Ariola
- Hongerwinter (1982), Ariola

### Singles
- Luchtkastelen (1982), Ariola
- Voetbalknieën (1982), Ariola
- Lidwoorden (1982), Ariola
- Wat een klasse (1983), Blessure Records